# Sirmaur (Distrikt)
Der Distrikt Sirmaur (Hindi: सिरमौर जिला) ist ein Distrikt des indischen Bundesstaats Himachal Pradesh. Sitz der Distriktverwaltung ist Nahan.

## Geografie

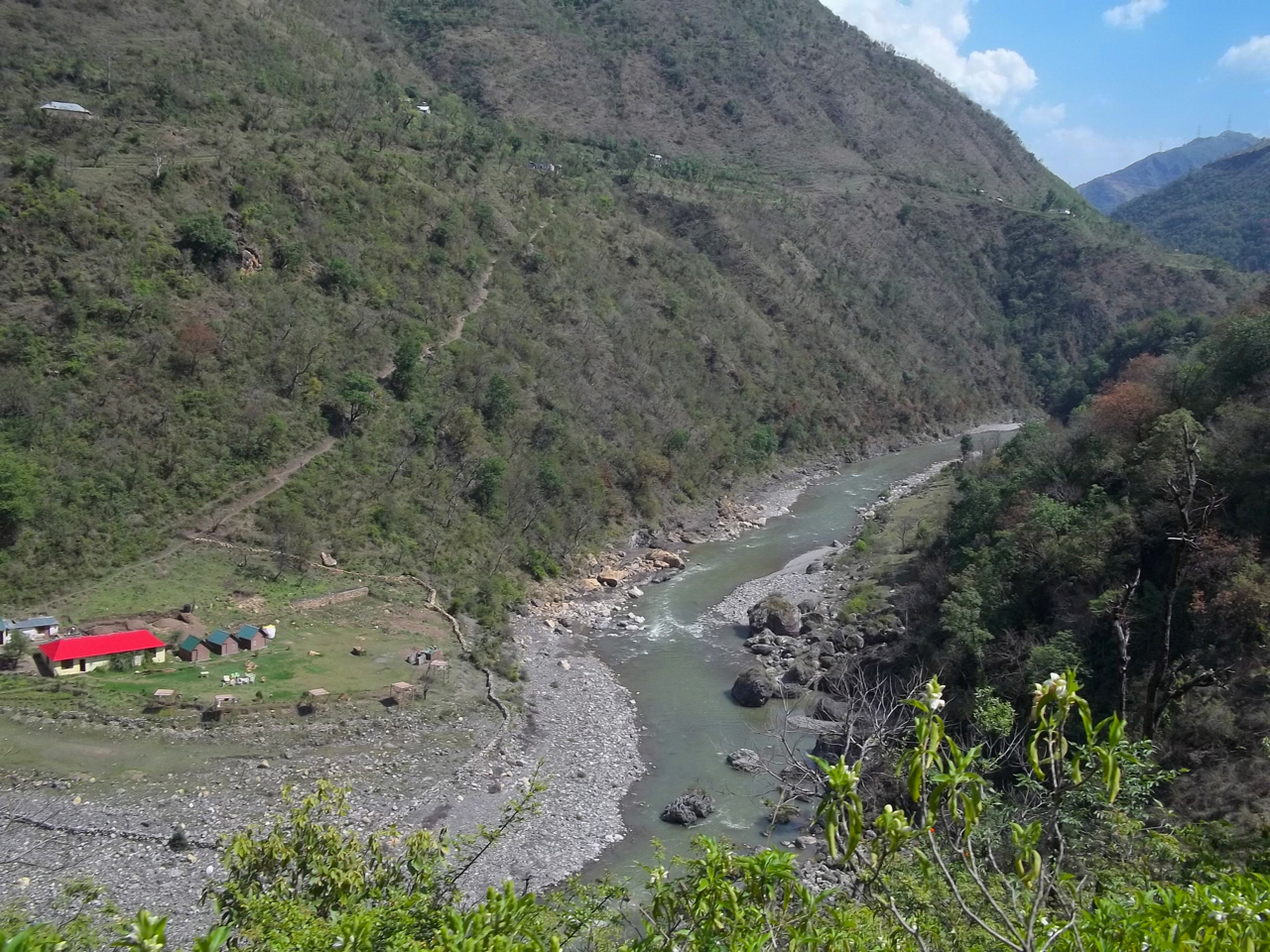
Flusstal des Giri in Sirmaur

Der Distrikt Sirmaur liegt im äußersten Südosten von Himachal Pradesh in den südlichen Ausläufern des Himalayas. Nachbardistrikte sind Shimla im Norden sowie Solan im Westen.
Im Süden grenzt der Distrikt an Haryana, im Osten an Uttarakhand.
Die Fläche des Distrikts Sirmaur beträgt 2825 km². Der Fluss Giri durchfließt den Distrikt in östlicher Richtung und teilt diesen in einen nördlichen und in einen südlichen Teil – Giripar und Giriwar.

## Verwaltungsgliederung
Der Distrikt Sirmaur ist in folgende Tehsils gegliedert: Nahan, Renuka, Shillai, Rajgarh, Pachhad und Paonta Sahib.

## Bevölkerung
Nach der Volkszählung 2011 hat der Distrikt Sirmaur 529.855 Einwohner. Die Bevölkerungsdichte liegt mit 188 Einwohnern pro Quadratkilometer über dem Durchschnitt des Bundesstaates.

## Geschichte
Bis 1956 existierte der Fürstenstaat Sirmur.